# Liste de personnes récompensées aux festivals de cinéma de Berlin, Cannes et Venise
Cette liste présente les personnes récompensées aux festivals de cinéma de Berlin, Cannes et Venise, pour au moins deux de ces trois festivals.

## Introduction

### Les trois festivals européens historiques
Les trois festivals concernés sont les plus anciens et sont considérés comme les plus prestigieux et les plus médiatisés,,,. Dans la presse anglophone, on emploie même le terme de Big Three (Trois Grands) pour désigner ces festivals. Même si ces dernières années, ils sont talonnés par d'autres festivals à l'importance croissante, que ce soit en Europe (Saint-Sébastien et Locarno), ou en Amérique du Nord (surtout par New York et Toronto). Les personnes qui réussissent à avoir des prix dans ces festivals (surtout pour les prix d'interprétation et le trio Ours/Palme/Lion d'or) sont souvent désignées comme ayant réalisé le « grand chelem des festivals ».

### Sélection et jugement d'un film
Contrairement aux récompenses, les festivals ne peuvent prendre que les films qui leur sont soumis, même s'il existe le cas des sélectionneurs pour dénicher les cinéastes.
Cela dépend du bon vouloir du réalisateur, du producteur ou distributeur de décider de soumettre leur film au comité de sélection. Ce dernier décide de sa sélection (en compétition ou dans les sélections parallèles) ou pas. Une non-sélection dans des festivals n'est souvent pas un refus mais que le film ne fut pas soumis. Cela peut s'expliquer par la stratégie de distribution, le fait que plusieurs réalisateurs restent fidèles à un seul festival ou que le film n'est pas prêt.
Et l'attribution de la récompense dépend du bon vouloir du jury, même si ce dernier peut être critiqué sur son choix. Critikat répond à cet aspect du palmarès polémique : « tout palmarès se fonde sur le paradoxe suivant : il est à la fois insignifiant et indispensable. Insignifiant en ce qu'il n'offre en soi qu'une lecture à chaud, et donc foncièrement volatile, d'un état du cinéma. Indispensable en ce qu'il force à se positionner vis-à-vis d'un choix (subjectif, arbitraire). Sans lui et le désaccord profond qu'il peut – doit ? – susciter, nous n'aurions à faire, en lieu et place d’un grand festival international, qu'à une vulgaire foire à l'étalage. ».

## Liste
Sont indiqués les prix remis par le festival en lui-même, y compris dans les sélections parallèles. Bien qu'il existe d'autres distinctions, remises par un jury extérieur. Les trois festivals ont comme prix extérieurs communs le prix du jury œcuménique et le prix FIPRESCI.
Les prix, à peu de chose près, sont équivalents dans les trois festivals. Néanmoins, les festivals n'eurent pas tous la même période d'existence ou de période compétitive.
Certains cinéastes peuvent être primés de manière honorifique. Ces récompenses spéciales sont choisies par le comité de direction du festival et non par le jury.
|  | Prix honorifique   |
|  | Récompense suprême |

### Récompensés aux trois festivals
| Cinéaste                         | Berlinale | Festival de Cannes                                                                                               | Mostra de Venise                                                                                            |
| -------------------------------- | --- | --- | --- |
| Fatih Akin                       | 2004 : Ours d'or – Head-On                                                                                           | 2007 : Prix du scénario – De l'autre côté                                                                        | 2009 : Grand prix du jury - Soul Kitchen                                                                    |
| Fatih Akin                       | 2004 : Prix FIPRESCI – Head-On                                                                                       | 2007 : Prix du jury œcuménique – De l'autre côté                                                                 | 2009 : Grand prix du jury - Soul Kitchen                                                                    |
| Robert Altman                    | 1976 : Ours d'or – Buffalo Bill et les Indiens                                                                       | 1970 : Palme d'or – M.A.S.H                                                                                      | 1993 : Lion d'or – Short Cuts                                                                               |
| Robert Altman                    | 2002 : Ours d'or d'honneur                                                                                           | 1992 : Prix de la mise en scène – The Player                                                                     | 1996 : Lion d'or pour la carrière                                                                           |
| Paul Thomas Anderson             | 2000 : Ours d'or – Magnolia                                                                                          | 2002 : Prix de la mise en scène – Punch-Drunk Love                                                               | 2012 : Lion d'argent du meilleur réalisateur – The Master                                                   |
| Paul Thomas Anderson             | 2008 : Ours d'argent du meilleur réalisateur – There Will Be Blood                                                   | 2002 : Prix de la mise en scène – Punch-Drunk Love                                                               | 2012 : Lion d'argent du meilleur réalisateur – The Master                                                   |
| Michelangelo Antonioni           | 1961 : Ours d'or – La Nuit                                                                                           | 1960 : Prix du jury – L'avventura                                                                                | 1955 : Lion d'argent – Femmes entre elles                                                                   |
| Michelangelo Antonioni           | 1961 : Ours d'or – La Nuit                                                                                           | 1962 : Prix spécial du jury – L'Éclipse                                                                          | 1964 : Lion d'or – Le Désert rouge                                                                          |
| Michelangelo Antonioni           | 1961 : Ours d'or – La Nuit                                                                                           | 1967 : Palme d'or – Blow-Up                                                                                      | 1983 : Lion d'or pour la carrière                                                                           |
| Michelangelo Antonioni           | 1961 : Ours d'or – La Nuit                                                                                           | 1982 : Prix du 35e anniversaire – Identification d'une femme et l'ensemble de son œuvre                          | 1983 : Lion d'or pour la carrière                                                                           |
| Ingmar Bergman                   | 1958 : Ours d'or – Les Fraises sauvages                                                                              | 1956 : Prix de l'humour poétique – Sourires d'une nuit d'été                                                     | 1959 : Prix spécial du jury – Le Visage                                                                     |
| Ingmar Bergman                   | 1958 : Ours d'or – Les Fraises sauvages                                                                              | 1957 : Prix spécial du jury – Le Septième Sceau                                                                  | 1959 : Prix spécial du jury – Le Visage                                                                     |
| Ingmar Bergman                   | 1958 : Ours d'or – Les Fraises sauvages                                                                              | 1958 : Prix de la mise en scène – Au seuil de la vie                                                             | 1959 : Prix spécial du jury – Le Visage                                                                     |
| Ingmar Bergman                   | 1958 : Ours d'or – Les Fraises sauvages                                                                              | 1997 : Palme des Palmes                                                                                          | 1959 : Prix spécial du jury – Le Visage                                                                     |
| Juliette Binoche                 | 1993 : Caméra de la Berlinale                                                                                        | 2010 : Prix d'interprétation féminine – Copie conforme                                                           | 1993 : Coupe Volpi de la meilleure interprétation féminine – Trois couleurs : Bleu                          |
| Juliette Binoche                 | 1997 : Ours d'argent de la meilleure actrice – Le Patient anglais                                                    | 2010 : Prix d'interprétation féminine – Copie conforme                                                           | 1993 : Coupe Volpi de la meilleure interprétation féminine – Trois couleurs : Bleu                          |
| Robert Bresson                   | 1977 : Grand prix du jury – Le Diable probablement                                                                   | 1957 : Prix de la mise en scène – Un condamné à mort s'est échappé                                               | 1951 : Prix international – Journal d'un curé de campagne                                                   |
| Robert Bresson                   | 1977 : Grand prix du jury – Le Diable probablement                                                                   | 1962 : Prix spécial du jury – Procès de Jeanne d'Arc                                                             | 1951 : Prix international – Journal d'un curé de campagne                                                   |
| Robert Bresson                   | 1977 : Grand prix du jury – Le Diable probablement                                                                   | 1983 : Grand prix du cinéma de création – L'Argent                                                               | 1951 : Prix international – Journal d'un curé de campagne                                                   |
| Park Chan-wook                   | 2007 : Prix Alfred-Bauer – Je suis un cyborg                                                                         | 2004 : Grand prix – Old Boy                                                                                      | 2005 : Petit Lion d'or – Lady Vengeance                                                                     |
| Park Chan-wook                   | 2007 : Prix Alfred-Bauer – Je suis un cyborg                                                                         | 2009 : Prix du jury – Thirst, ceci est mon sang                                                                  | 2005 : Petit Lion d'or – Lady Vengeance                                                                     |
| Park Chan-wook                   | 2007 : Prix Alfred-Bauer – Je suis un cyborg                                                                         | 2022 : Prix de la mise en scène - Decision to Leave                                                              | 2005 : Petit Lion d'or – Lady Vengeance                                                                     |
| Henri-Georges Clouzot            | 1953 : Ours d'or – Le Salaire de la peur                                                                             | 1953 : Palme d'or – Le Salaire de la peur                                                                        | 1949 : Lion d'or – Manon                                                                                    |
| Henri-Georges Clouzot            | 1953 : Ours d'or – Le Salaire de la peur                                                                             | 1956 : Prix spécial du jury – Le Mystère Picasso                                                                 | 1947 : Prix international du meilleur réalisateur – Quai des Orfèvres                                       |
| Francis Ford Coppola             | 1991 : Caméra de la Berlinale                                                                                        | 1974 : Palme d'or – Conversation secrète                                                                         | 1992 : Lion d'or d'honneur                                                                                  |
| Francis Ford Coppola             | 1991 : Caméra de la Berlinale                                                                                        | 1979 : Palme d'or – Apocalypse Now                                                                               | 1992 : Lion d'or d'honneur                                                                                  |
| Francis Ford Coppola             | 1991 : Caméra de la Berlinale                                                                                        | 1979 : Prix FIPRESCI – Apocalypse Now                                                                            | 1992 : Lion d'or d'honneur                                                                                  |
| Catherine Deneuve                | 2002 : Ours d'argent de la meilleure contribution artistique (partagé avec l'ensemble de la distribution) – 8 femmes | 2005 : Palme d'honneur                                                                                           | 1998 : Coupe Volpi de la meilleure interprétation féminine – Place Vendôme                                  |
| Catherine Deneuve                | 2002 : Ours d'argent de la meilleure contribution artistique (partagé avec l'ensemble de la distribution) – 8 femmes | 2008 : Prix du 61e anniversaire – Un conte de Noël et l'ensemble de son œuvre                                    | 1998 : Coupe Volpi de la meilleure interprétation féminine – Place Vendôme                                  |
| Jean-Luc Godard                  | 1960 : Ours d'argent du meilleur réalisateur – À bout de souffle                                                     | 2014 : Prix du jury – Adieu au langage                                                                           | 1962 : Prix spécial du jury – Vivre sa vie                                                                  |
| Jean-Luc Godard                  | 1961 : Ours d'argent extraordinaire – Une femme est une femme                                                        | 2018 : Palme d'or spéciale – Le Livre d'image                                                                    | 1967 : Prix spécial du jury – La Chinoise                                                                   |
| Jean-Luc Godard                  | 1965 : Ours d'or – Alphaville                                                                                        | 2018 : Palme d'or spéciale – Le Livre d'image                                                                    | 1983 : Lion d'or – Prénom Carmen                                                                            |
| Isabelle Huppert                 | 2002 : Ours d'argent de la meilleure contribution artistique (partagé avec l'ensemble de la distribution) – 8 femmes | 1978 : Prix d'interprétation féminine – Violette Nozière                                                         | 1988 : Coupe Volpi de la meilleure interprétation féminine – Une affaire de femmes                          |
| Isabelle Huppert                 | 2022 : Ours d'or d'honneur                                                                                           | 2001 : Prix d'interprétation féminine – La Pianiste                                                              | 1995 : Coupe Volpi de la meilleure interprétation féminine (partagée avec Sandrine Bonnaire) – La Cérémonie |
| Kim Ki-duk                       | 2004 : Ours d'argent du meilleur réalisateur – Samaria                                                               | 2011 : Prix Un Certain Regard – Arirang                                                                          | 2004 : Lion d'argent du meilleur réalisateur - Locataires                                                   |
| Kim Ki-duk                       | 2004 : Ours d'argent du meilleur réalisateur – Samaria                                                               | 2011 : Prix Un Certain Regard – Arirang                                                                          | 2004 : Prix FIPRESCI – Locataires                                                                           |
| Kim Ki-duk                       | 2004 : Ours d'argent du meilleur réalisateur – Samaria                                                               | 2011 : Prix Un Certain Regard – Arirang                                                                          | 2012 : Lion d'or – Pieta                                                                                    |
| Krzysztof Kieślowski             | 1994 : Ours d'argent du meilleur réalisateur – Trois couleurs : Blanc                                                | 1988 : Prix du jury – Tu ne tueras point                                                                         | 1993 : Lion d'or – Trois couleurs : Bleu                                                                    |
| Akira Kurosawa                   | 1959 : Ours d'argent du meilleur réalisateur – La Forteresse cachée                                                  | 1980 : Palme d'or – Kagemusha, l'ombre du guerrier                                                               | 1951 : Lion d'or – Rashōmon                                                                                 |
| Akira Kurosawa                   | 1959 : Ours d'argent du meilleur réalisateur – La Forteresse cachée                                                  | 1980 : Palme d'or – Kagemusha, l'ombre du guerrier                                                               | 1954 : Lion d'argent – Les Sept Samouraïs                                                                   |
| Emir Kusturica                   | 1993 : Grand prix du jury – Arizona Dream                                                                            | 1985 : Prix FIPRESCI – Papa est en voyage d'affaires                                                             | 1981 : Prix FIPRESCI – Te souviens-tu de Dolly Bell?                                                        |
| Emir Kusturica                   | 1993 : Grand prix du jury – Arizona Dream                                                                            | 1985 : Palme d'or – Papa est en voyage d'affaires                                                                | 1981 : Prix Luigi De Laurentiis – Te souviens-tu de Dolly Bell?                                             |
| Emir Kusturica                   | 1993 : Grand prix du jury – Arizona Dream                                                                            | 1989 : Prix de la mise en scène – Le Temps des Gitans                                                            | 1998 : Lion d'argent du meilleur réalisateur - Chat noir, chat blanc                                        |
| Emir Kusturica                   | 1993 : Grand prix du jury – Arizona Dream                                                                            | 1995 : Palme d'or – Underground                                                                                  | 1998 : Lion d'argent du meilleur réalisateur - Chat noir, chat blanc                                        |
| Ken Loach                        | 1985 : Prix du jury œcuménique – Which Side are you on?                                                              | 1990 : Prix du jury – Secret défense                                                                             | 1994 : Lion d'or d'honneur                                                                                  |
| Ken Loach                        | 1985 : Prix du jury œcuménique – Which Side are you on?                                                              | 1991 : Prix FIPRESCI – Riff-Raff                                                                                 | 1994 : Lion d'or d'honneur                                                                                  |
| Ken Loach                        | 1994 : Prix du jury œcuménique – Ladybird                                                                            | 1993 : Prix du jury – Raining Stones                                                                             | 1994 : Lion d'or d'honneur                                                                                  |
| Ken Loach                        | 1994 : Prix du jury œcuménique – Ladybird                                                                            | 1995 : Prix FIPRESCI – Land and Freedom                                                                          | 1994 : Lion d'or d'honneur                                                                                  |
| Ken Loach                        | 2004 : Prix du jury œcuménique – Just a Kiss                                                                         | 1995 : Prix du jury œcuménique – Land and Freedom                                                                | 1994 : Lion d'or d'honneur                                                                                  |
| Ken Loach                        | 2004 : Prix du jury œcuménique – Just a Kiss                                                                         | 2006 : Palme d'or – Le vent se lève                                                                              | 1994 : Lion d'or d'honneur                                                                                  |
| Ken Loach                        | 2014 : Ours d'or d'honneur                                                                                           | 2009 : Prix du jury œcuménique – Looking for Eric                                                                | 1994 : Lion d'or d'honneur                                                                                  |
| Ken Loach                        | 2014 : Ours d'or d'honneur                                                                                           | 2012 : Prix du jury – La Part des anges                                                                          | 1994 : Lion d'or d'honneur                                                                                  |
| Ken Loach                        | 2014 : Ours d'or d'honneur                                                                                           | 2016 : Palme d'or – Moi, Daniel Blake                                                                            | 1994 : Lion d'or d'honneur                                                                                  |
| Terrence Malick                  | 1999 : Ours d'or – La ligne rouge                                                                                    | 1979 : Prix de la mise en scène – Les Moissons du ciel                                                           | 2012 : Prix du jury œcuménique – À la merveille                                                             |
| Terrence Malick                  | 1999 : Ours d'or – La ligne rouge                                                                                    | 2011 : Palme d'or – The Tree of Life                                                                             | 2012 : Prix du jury œcuménique – À la merveille                                                             |
| Terrence Malick                  | 1999 : Ours d'or – La ligne rouge                                                                                    | 2019 : Prix du jury œcuménique – Une vie cachée                                                                  | 2012 : Prix du jury œcuménique – À la merveille                                                             |
| Helen Mirren                     | 2020 : Ours d'or d'honneur                                                                                           | 1984 : Prix d'interprétation féminine – Cal                                                                      | 2006 : Coupe Volpi de la meilleure interprétation féminine – The Queen                                      |
| Helen Mirren                     | 2020 : Ours d'or d'honneur                                                                                           | 1995 : Prix d'interprétation féminine – La Folie du roi George                                                   | 2006 : Coupe Volpi de la meilleure interprétation féminine – The Queen                                      |
| Julianne Moore                   | 2003 : Ours d'argent de la meilleure actrice (partagé avec Meryl Streep et Nicole Kidman) – The Hours                | 2014 : Prix d'interprétation féminine – Maps to the Stars                                                        | 2002 : Coupe Volpi de la meilleure actrice – Loin du paradis                                                |
| Nanni Moretti                    | 1986 : Grand prix du jury – La messe est finie                                                                       | 1994 : Prix de la mise en scène – Journal intime                                                                 | 1981 : Prix spécial du jury – Sogni d'oro                                                                   |
| Nanni Moretti                    | 1986 : Grand prix du jury – La messe est finie                                                                       | 2001 : Palme d'or – La Chambre du fils                                                                           | 1981 : Prix spécial du jury – Sogni d'oro                                                                   |
| Jafar Panahi                     | 2013 : Ours d'argent du meilleur scénario – Pardé                                                                    | 1995 : Caméra d'or – Le Ballon blanc                                                                             | 2000 : Lion d'or – Le Cercle                                                                                |
| Jafar Panahi                     | 2015 : Ours d'or – Taxi Téhéran                                                                                      | 2003 : Prix du jury Un Certain Regard – Sang et Or                                                               | 2000 : Lion d'or – Le Cercle                                                                                |
| Jafar Panahi                     | 2015 : Ours d'or – Taxi Téhéran                                                                                      | 2018 : Prix du scénario – Trois visages                                                                          | 2000 : Lion d'or – Le Cercle                                                                                |
| Jafar Panahi                     | 2015 : Ours d'or – Taxi Téhéran                                                                                      | 2025 : Palme d'or – Un simple accident                                                                           | 2000 : Lion d'or – Le Cercle                                                                                |
| Pier Paolo Pasolini              | 1971 : Ours d'argent extraordinaire – Le Décaméron                                                                   | 1958 : Prix du scénario original (partagé avec Massimo Franciosa et Pasquale Festa Campanile) – Les Jeunes Maris | 1962 : Grand prix du jury – L'Évangile selon saint Matthieu                                                 |
| Pier Paolo Pasolini              | 1972 : Ours d'or – Les Contes de Canterbury                                                                          | 1974 : Grand prix spécial – Les Mille et Une Nuits                                                               | 1962 : Grand prix du jury – L'Évangile selon saint Matthieu                                                 |
| Sean Penn                        | 1996 : Ours d'argent du meilleur acteur – La Dernière Marche                                                         | 1997 : Prix d'interprétation masculine – She's So Lovely                                                         | 1998 : Coupe Volpi de la meilleure interprétation masculine – Hollywood Sunrise                             |
| Sean Penn                        | 1996 : Ours d'argent du meilleur acteur – La Dernière Marche                                                         | 1997 : Prix d'interprétation masculine – She's So Lovely                                                         | 2003 : Coupe Volpi de la meilleure interprétation masculine – 21 Grammes                                    |
| Roman Polanski                   | 1965 : Ours d'argent extraordinaire – Repulsion                                                                      | 2002 : Palme d'or – Le Pianiste                                                                                  | 1962 : Prix FIPRESCI – Le Couteau dans l'eau                                                                |
| Roman Polanski                   | 1966 : Ours d'or – Cul-de-sac                                                                                        | 2002 : Palme d'or – Le Pianiste                                                                                  | 1993 : Lion d'or d'honneur                                                                                  |
| Roman Polanski                   | 1966 : Ours d'or – Cul-de-sac                                                                                        | 2002 : Palme d'or – Le Pianiste                                                                                  | 2011 : Petit Lion d'or – Carnage                                                                            |
| Roman Polanski                   | 1966 : Ours d'or – Cul-de-sac                                                                                        | 2002 : Palme d'or – Le Pianiste                                                                                  | 2019 : Grand prix du jury – J'accuse                                                                        |
| Roman Polanski                   | 2010 : Ours d'argent du meilleur réalisateur – The Ghost Writer                                                      | 2002 : Palme d'or – Le Pianiste                                                                                  | 2019 : Prix FIPRESCI – J'accuse                                                                             |
| Satyajit Ray                     | 1964 : Ours d'argent du meilleur réalisateur – La Grande Ville                                                       | 1956 : Prix du document humain – La Complainte du sentier                                                        | 1957 : Lion d'or – L'Invaincu                                                                               |
| Satyajit Ray                     | 1965 : Ours d'argent du meilleur réalisateur – Charulata                                                             | 1956 : Prix du document humain – La Complainte du sentier                                                        | 1957 : Prix FIPRESCI – L'Invaincu                                                                           |
| Satyajit Ray                     | 1965 : Prix du jury œcuménique – Charulata                                                                           | 1956 : Prix du document humain – La Complainte du sentier                                                        | 1972 : Prix FIPRESCI – Enfermés dans des limites                                                            |
| Satyajit Ray                     | 1973 : Ours d'or – Tonnerres lointains                                                                               | 1956 : Prix du document humain – La Complainte du sentier                                                        | 1982 : Lion d'or d'honneur                                                                                  |
| Alain Resnais                    | 1994 : Ours d'argent de la meilleure contribution artistique – Smoking / No Smoking                                  | 1980 : Grand prix du jury – Mon oncle d'Amérique                                                                 | 1948 : Médaille d'or pour le meilleur film d'art figuratif – Van Gogh                                       |
| Alain Resnais                    | 1998 : Ours d'argent de la meilleure contribution artistique – On connaît la chanson                                 | 2009 : Prix exceptionnel du jury – Les Herbes folles et l'ensemble de son œuvre                                  | 1950 : Mention pour le meilleur documentaire – Gauguin                                                      |
| Alain Resnais                    | 2014 : Prix Alfred-Bauer – Aimer, boire et chanter                                                                   | 2009 : Prix exceptionnel du jury – Les Herbes folles et l'ensemble de son œuvre                                  | 1961 : Lion d'or – L'Année dernière à Marienbad                                                             |
| Alain Resnais                    | 2014 : Prix Alfred-Bauer – Aimer, boire et chanter                                                                   | 2009 : Prix exceptionnel du jury – Les Herbes folles et l'ensemble de son œuvre                                  | 1995 : Lion d'or d'honneur                                                                                  |
| Alain Resnais                    | 2014 : Prix Alfred-Bauer – Aimer, boire et chanter                                                                   | 2009 : Prix exceptionnel du jury – Les Herbes folles et l'ensemble de son œuvre                                  | 2006 : Lion d'argent du meilleur réalisateur – Cœurs                                                        |
| Francesco Rosi                   | 1962 : Ours d'argent du meilleur réalisateur – Salvatore Giuliano                                                    | 1972 : Palme d'or – L'Affaire Mattei                                                                             | 1958 : Grand prix du jury – Le Défi                                                                         |
| Francesco Rosi                   | 2008 : Ours d'or d'honneur                                                                                           | 1972 : Palme d'or – L'Affaire Mattei                                                                             | 1963 : Lion d'or – Main basse sur la ville                                                                  |
| Francesco Rosi                   | 2008 : Ours d'or d'honneur                                                                                           | 1972 : Palme d'or – L'Affaire Mattei                                                                             | 2012 : Lion d'or d'honneur                                                                                  |
| Éric Rohmer                      | 1967 : Ours d'argent extraordinaire – La Collectionneuse                                                             | 1976 : Grand prix du jury – La Marquise d'O...                                                                   | 1986 : Lion d'or – Le Rayon vert                                                                            |
| Éric Rohmer                      | 1983 : Ours d'argent du meilleur réalisateur – Pauline à la plage                                                    | 1976 : Grand prix du jury – La Marquise d'O...                                                                   | 2001 : Lion d'or d'honneur                                                                                  |
| Ettore Scola                     | 1984 : Ours d'argent du meilleur réalisateur – Le Bal                                                                | 1976 : Prix de la mise en scène – Affreux, sales et méchants                                                     | 2014 : Prix Venezia Classici – Une journée particulière                                                     |
| Ettore Scola                     | 1984 : Ours d'argent du meilleur réalisateur – Le Bal                                                                | 1980 : Prix du scénario (partagé avec Furio Scarpelli et Agenore Incrocci) – La Terrasse                         | 2014 : Prix Venezia Classici – Une journée particulière                                                     |
| Jerzy Skolimowski                | 1967 : Ours d'or – Le Départ                                                                                         | 1978 : Grand prix du jury – Le Cri du sorcier                                                                    | 1985 : Prix spécial du jury – Le Bateau phare                                                               |
| Jerzy Skolimowski                | 1967 : Ours d'or – Le Départ                                                                                         | 1978 : Grand prix du jury – Le Cri du sorcier                                                                    | 2010 : Prix spécial du jury – Essential Killing                                                             |
| Jerzy Skolimowski                | 1967 : Ours d'or – Le Départ                                                                                         | 1982 : Prix du scénario – Travail au noir                                                                        | 2016 : Lion d'or d'honneur                                                                                  |
| Bertrand Tavernier               | 1974 : Prix spécial du jury – L'Horloger de Saint-Paul                                                               | 1984 : Prix de la mise en scène – Un dimanche à la campagne                                                      | 2015 : Lion d'or d'honneur                                                                                  |
| Bertrand Tavernier               | 1995 : Ours d'or – L'Appât                                                                                           | 1984 : Prix de la mise en scène – Un dimanche à la campagne                                                      | 2015 : Lion d'or d'honneur                                                                                  |
| Bertrand Tavernier               | 1999 : Mention honorable – Ça commence aujourd'hui                                                                   | 1984 : Prix de la mise en scène – Un dimanche à la campagne                                                      | 2015 : Lion d'or d'honneur                                                                                  |
| Paolo Taviani & Vittorio Taviani | 2012 : Ours d'or – César doit mourir                                                                                 | 1977 : Palme d'or – Padre padrone                                                                                | 1986 : Lion d'or d'honneur                                                                                  |
| Paolo Taviani & Vittorio Taviani | 2012 : Ours d'or – César doit mourir                                                                                 | 1977 : Prix FIPRESCI – Padre padrone                                                                             | 1986 : Lion d'or d'honneur                                                                                  |
| Paolo Taviani & Vittorio Taviani | 2012 : Prix du jury œcuménique – César doit mourir                                                                   | 1982 : Grand prix du jury – La Nuit de San Lorenzo                                                               | 1986 : Lion d'or d'honneur                                                                                  |
| Paolo Taviani & Vittorio Taviani | 2012 : Prix du jury œcuménique – César doit mourir                                                                   | 1982 : Prix du jury œcuménique – La Nuit de San Lorenzo                                                          | 1986 : Lion d'or d'honneur                                                                                  |
| Wim Wenders                      | 2000 : Prix du Jury - The Million Dollar Hotel                                                                       | 1984 : Palme d'or – Paris, Texas                                                                                 | 1982 : Lion d'or - L'État des choses                                                                        |
| Wim Wenders                      | 2015 : Ours d'or d'honneur                                                                                           | 1987 : Prix de la mise en scène – Les Ailes du désir                                                             | 1982 : Lion d'or - L'État des choses                                                                        |

### Récompensés à deux festivals
| Cinéaste                                 | Berlinale                                                                                               | Festival de Cannes                                                                                             | Mostra de Venise                                                                                     |
| ---------------------------------------- | --- | --- | --- |
| Isabelle Adjani                          | 1989 : Ours d'argent de la meilleure actrice – Camille Claudel                                          | 1981 : Prix d'interprétation féminine – Possession et Quartet                                                  | – |
| Anouk Aimée                              | 2003 : Ours d'or d'honneur                                                                              | 1980 : Prix d'interprétation féminine – Le Saut dans le vide                                                   | – |
| Pedro Almodóvar                          | – | 1999 : Prix de la mise en scène – Tout sur ma mère                                                             | 1988 : Prix Osella du meilleur scénario – Femmes au bord de la crise de nerfs                        |
| Pedro Almodóvar                          | – | 1999 : Prix du jury œcuménique – Tout sur ma mère                                                              | 2019 : Lion d'or d'honneur                                                                           |
| Pedro Almodóvar                          | – | 2006 : Prix du scénario – Volver                                                                               | 2024 : Lion d'or – La Chambre d'à côté                                                               |
| Wes Anderson                             | 2014 : Grand Prix du Jury - The Grand Budapest Hotel                                                    | - | 2007 : Petit Lion d'or – À bord du Darjeeling Limited                                                |
| Wes Anderson                             | 2018 : Ours d'argent du meilleur réalisateur – L'Île aux chiens                                         | - | 2007 : Petit Lion d'or – À bord du Darjeeling Limited                                                |
| Roy Andersson                            | - | 2000 : Prix du jury – Chansons du deuxième étage                                                               | 2014 : Lion d'or – Un pigeon perché sur une branche philosophait sur l'existence                     |
| Roy Andersson                            | - | 2000 : Prix du jury – Chansons du deuxième étage                                                               | 2019 : Lion d'argent du meilleur réalisateur – Pour l'éternité                                       |
| Theo Angelopoulos                        | – | 1984 : Prix du meilleur scénario original (partagé avec Thanásis Valtinós et Tonino Guerra) – Voyage à Cythère | 1980 : Lion d'or du nouveau cinéma – Alexandre le Grand                                              |
| Theo Angelopoulos                        | – | 1995 : Grand prix du jury – Le Regard d'Ulysse                                                                 | 1980 : Lion d'or du nouveau cinéma – Alexandre le Grand                                              |
| Theo Angelopoulos                        | – | 1998 : Palme d'or – L'Éternité et Un Jour                                                                      | 1980 : Lion d'or du nouveau cinéma – Alexandre le Grand                                              |
| Olivier Assayas                          | – | 2016 : Prix de la mise en scène – Personal Shopper                                                             | 2012 : Prix Osella du meilleur scénario – Après Mai                                                  |
| Jacques Audiard                          | – | 1996 : Prix du scénario – Un héros très discret                                                                | 2018 : Lion d'argent du meilleur réalisateur – Les Frères Sisters                                    |
| Jacques Audiard                          | – | 2009 : Grand prix – Un prophète                                                                                | 2018 : Lion d'argent du meilleur réalisateur – Les Frères Sisters                                    |
| Jacques Audiard                          | – | 2015 : Palme d'or – Dheepan                                                                                    | 2018 : Lion d'argent du meilleur réalisateur – Les Frères Sisters                                    |
| Javier Bardem                            | – | 2010 : Prix d'interprétation masculine – Biutiful                                                              | 2000 : Coupe Volpi de la meilleure interprétation masculine – Avant la nuit                          |
| Javier Bardem                            | – | 2010 : Prix d'interprétation masculine – Biutiful                                                              | 2004 : Coupe Volpi de la meilleure interprétation masculine – Mar adentro                            |
| Paula Beer                               | 2020 : Ours d'argent de la meilleure actrice – Ondine                                                   | – | 2016 : Prix Marcello-Mastroianni – Frantz                                                            |
| Luis Buñuel                              | – | 1951 : Prix de la mise en scène – Los Olvidados                                                                | 1967 : Lion d'or – Belle de jour                                                                     |
| Luis Buñuel                              | – | 1959 : Prix international – Nazarín                                                                            | 1967 : Lion d'or – Belle de jour                                                                     |
| Luis Buñuel                              | – | 1961 : Palme d'or – Viridiana                                                                                  | 1967 : Lion d'or – Belle de jour                                                                     |
| Rose Byrne                               | 2025 : Ours d'argent de la meilleure performance - If I Had Legs I'd Kick You                           | | 2000 : Coupe Volpi de la meilleure interprétation féminine - La Déesse de 1967                       |
| Jane Campion                             | – | 1986 : Palme d'or du court métrage – Peel                                                                      | 1990 : Grand prix du jury – Un ange à ma table                                                       |
| Jane Campion                             | – | 1993 : Palme d'or – La Leçon de piano                                                                          | 1990 : Grand prix du jury – Un ange à ma table                                                       |
| John Cassavetes                          | 1984 : Ours d'or – Love Streams                                                                         | – | 1980 : Lion d'or – Gloria                                                                            |
| Lee Chang-dong                           | – | 2010 : Prix du scénario – Poetry                                                                               | 2002 : Prix FIPRESCI – Oasis                                                                         |
| Lee Chang-dong                           | – | 2018 : Prix FIPRESCI – Burning                                                                                 | 2002 : Prix du jury œcuménique – Oasis                                                               |
| Patrice Chéreau                          | 2001 : Ours d'or – Intimité                                                                             | 1994 : Prix du jury – La Reine Margot                                                                          | – |
| Patrice Chéreau                          | 2003 : Ours d'argent du meilleur réalisateur – Son frère                                                | 1994 : Prix du jury – La Reine Margot                                                                          | – |
| René Clément                             | - | 1946 : Prix du Jury International – La Bataille du rail                                                        | 1952 : Lion d'or – Jeux interdits                                                                    |
| René Clément                             | - | 1946 : Prix de la mise en scène – La Bataille du rail                                                          | 1952 : Lion d'or – Jeux interdits                                                                    |
| René Clément                             | - | 1947 : Palme d'or (films d'aventures et policiers) – Les Maudits                                               | 1952 : Lion d'or – Jeux interdits                                                                    |
| René Clément                             | - | 1949 : Prix de la mise en scène – Au-delà des grilles                                                          | 1956 : Prix FIPRESCI – Gervaise                                                                      |
| René Clément                             | - | 1954 : Prix spécial du jury – Monsieur Ripois                                                                  | 1956 : Prix FIPRESCI – Gervaise                                                                      |
| Les frères Coen (Joel Coen & Ethan Coen) | - | 1991 : Prix de la mise en scène – Barton Fink                                                                  | 2018 : Prix Osella du meilleur scénario – La Ballade de Buster Scruggs                               |
| Les frères Coen (Joel Coen & Ethan Coen) | - | 1991 : Palme d'or – Barton Fink                                                                                | 2018 : Prix Osella du meilleur scénario – La Ballade de Buster Scruggs                               |
| Les frères Coen (Joel Coen & Ethan Coen) | - | 1996 : Prix de la mise en scène – Fargo                                                                        | 2018 : Prix Osella du meilleur scénario – La Ballade de Buster Scruggs                               |
| Les frères Coen (Joel Coen & Ethan Coen) | - | 2001 : Prix de la mise en scène – The Barber                                                                   | 2018 : Prix Osella du meilleur scénario – La Ballade de Buster Scruggs                               |
| Les frères Coen (Joel Coen & Ethan Coen) | - | 2013 : Grand prix – Inside Llewyn Davis                                                                        | 2018 : Prix Osella du meilleur scénario – La Ballade de Buster Scruggs                               |
| Sofia Coppola                            | - | 2017 : Prix de la mise en scène – Les Proies                                                                   | 2010 : Lion d'or – Somewhere                                                                         |
| Costa-Gavras                             | 1990 : Ours d'or – Music Box                                                                            | 1969 : Prix du jury – Z                                                                                        | – |
| Costa-Gavras                             | 2002 : Caméra de la Berlinale                                                                           | 1975 : Prix de la mise en scène – Section spéciale                                                             | – |
| Costa-Gavras                             | 2002 : Caméra de la Berlinale                                                                           | 1982 : Palme d'or – Missing                                                                                    | |
| Benicio del Toro                         | 2001 : Ours d'argent du meilleur acteur – Traffic                                                       | 2008 : Prix d'interprétation masculine – Che                                                                   | - |
| Gérard Depardieu                         | – | 1990 : Prix d'interprétation masculine – Cyrano de Bergerac                                                    | 1985 : Coupe Volpi de la meilleure interprétation masculine – Police                                 |
| Gérard Depardieu                         | – | 1990 : Prix d'interprétation masculine – Cyrano de Bergerac                                                    | 1997 : Lion d'or d'honneur                                                                           |
| Xavier Dolan                             | – | 2014 : Prix du jury – Mommy                                                                                    | 2013 : Prix FIPRESCI – Tom à la ferme                                                                |
| Xavier Dolan                             | – | 2016 : Grand prix – Juste la fin du monde                                                                      | 2013 : Prix FIPRESCI – Tom à la ferme                                                                |
| Xavier Dolan                             | – | 2016 : Prix du jury œcuménique – Juste la fin du monde                                                         | 2013 : Prix FIPRESCI – Tom à la ferme                                                                |
| Jacques Doillon                          | 1991 : Prix FIPRESCI – Le Petit Criminel                                                                | – | 1996 : Prix FIPRESCI – Ponette                                                                       |
| Jacques Doillon                          | 1991 : Prix du jury œcuménique – Le Petit Criminel                                                      | – | 1996 : Prix FIPRESCI – Ponette                                                                       |
| Jacques Doillon                          | 1993 : Prix du jury œcuménique – Le Jeune Werther                                                       | – | 1996 : Prix du jury œcuménique – Ponette                                                             |
| Clint Eastwood                           | – | 2008 : Prix du 61e anniversaire – L'Échange et l'ensemble de son œuvre                                         | 2000 : Lion d'or d'honneur                                                                           |
| Clint Eastwood                           | – | 2009 : Palme d'honneur                                                                                         | 2000 : Lion d'or d'honneur                                                                           |
| Asghar Farhadi                           | 2009 : Ours d'argent du meilleur réalisateur – À propos d'Elly                                          | 2016 : Prix du scénario – Le Client                                                                            | – |
| Asghar Farhadi                           | 2011 : Ours d'or – Une séparation                                                                       | 2016 : Prix du scénario – Le Client                                                                            | – |
| Michel Franco                            | – | 2015 : Prix du scénario – Chronic                                                                              | 2019 : Grand prix du jury – Nuevo Orden                                                              |
| Elio Germano                             | – | 2010 : Prix d'interprétation masculine – La nostra vita                                                        | 2019 : Coupe Volpi de la meilleure interprétation masculine – Hidden Away                            |
| Katharine Hepburn                        | – | 1962 : Prix d'interprétation féminine – Long voyage vers la nuit                                               | 1934 : Coupe Volpi de la meilleure actrice – Les Quatre Filles du Docteur March                      |
| Werner Herzog                            | 1968 : Ours d'argent – Signes de vie                                                                    | 1982 : Prix de la mise en scène – Fitzcarraldo                                                                 | – |
| Ryūsuke Hamaguchi                        | 2021 : Grand prix du jury – Contes du hasard et autres fantaisies                                       | 2021 : Prix du scénario – Drive My Car                                                                         | – |
| Ryūsuke Hamaguchi                        | 2021 : Grand prix du jury – Contes du hasard et autres fantaisies                                       | 2021 : Prix FIPRESCI – Drive My Car                                                                            | – |
| Ryūsuke Hamaguchi                        | 2021 : Grand prix du jury – Contes du hasard et autres fantaisies                                       | 2021 : Prix du jury œcuménique – Drive My Car                                                                  | – |
| Hou Hsiao-hsien                          | – | 1993 : Prix du jury – Le Maître de marionnettes                                                                | 1989 : Lion d'or – La Cité des douleurs                                                              |
| Hou Hsiao-hsien                          | – | 2015 : Prix de la mise en scène – The Assassin                                                                 | 1989 : Lion d'or – La Cité des douleurs                                                              |
| Mahamat Saleh Haroun                     | – | 2010 : Prix du jury – Un homme qui crie                                                                        | 2006 : Grand prix du jury – Daratt                                                                   |
| Shahab Hosseini                          | 2011 : Ours d'argent du meilleur acteur (partagé avec l'ensemble de la distribution) – Une séparation   | 2016 : Prix d'interprétation masculine – Le Client                                                             | – |
| Abdellatif Kechiche                      | – | 2013 : Palme d'or – La Vie d'Adèle : Chapitres 1 et 2 (partagée avec Adèle Exarchopoulos et Léa Seydoux)       | 2000 : Prix Luigi De Laurentiis – La Faute à Voltaire                                                |
| Abdellatif Kechiche                      | – | 2013 : Palme d'or – La Vie d'Adèle : Chapitres 1 et 2 (partagée avec Adèle Exarchopoulos et Léa Seydoux)       | 2007 : Grand prix du jury – La Graine et le Mulet                                                    |
| Abbas Kiarostami                         | – | 1997 : Palme d'or – Le Goût de la cerise                                                                       | 1999 : Grand prix du jury – Le vent nous emportera                                                   |
| Nicole Kidman                            | 2003 : Ours d'argent de la meilleure actrice (partagé avec Julianne Moore et Meryl Streep) – The Hours  | 2017 : Prix du 70e anniversaire – Les Proies, Mise à mort du cerf sacré et l'ensemble de son œuvre             | 2024 : Coupe Volpi de la meilleure interprétation féminine - Baby Girl                               |
| Burt Lancaster                           | 1956 : Ours d'argent du meilleur acteur – Trapèze                                                       | – | 1962 : Coupe Volpi de la meilleure interprétation masculine – Le Prisonnier d'Alcatraz               |
| Yorgos Lanthimos                         | – | 2009 : Prix Un Certain Regard – Canine                                                                         | 2011 : Prix Osella du meilleur scénario (partagé avec Efthýmis Filíppou) – Alps                      |
| Yorgos Lanthimos                         | – | 2015 : Prix du jury – The Lobster                                                                              | 2018 : Grand prix du jury - La Favorite                                                              |
| Yorgos Lanthimos                         | – | 2017 : Prix du scénario (partagé avec Efthýmis Filíppou) – Mise à mort du cerf scaré                           | 2018 : Grand prix du jury - La Favorite                                                              |
| Yorgos Lanthimos                         | | 2023 : Lion d'or - Pauvres Créatures                                                                           | |
| Paul Laverty                             | – | 2002 : Prix du scénario – Sweet Sixteen                                                                        | 2007 : Prix Osella du meilleur scénario – It's a Free World!                                         |
| David Lean                               | 1954 : Ours d'or – Chaussure à son pied                                                                 | 1946 : Palme d'or – Brève Rencontre                                                                            | – |
| Jean-Pierre Léaud                        | 1966 : Ours d'argent du meilleur acteur – Masculin féminin                                              | 2016 : Palme d'honneur                                                                                         | – |
| Ang Lee                                  | 1993 : Ours d'or – Garçon d'honneur                                                                     | – | 2005 : Lion d'or – Le Secret de Brokeback Mountain                                                   |
| Ang Lee                                  | 1996 : Ours d'or – Raison et Sentiments                                                                 | – | 2007 : Lion d'or – Lust, Caution                                                                     |
| Mike Leigh                               | – | 1993 : Prix de la mise en scène – Naked                                                                        | 2004 : Lion d'or – Vera Drake                                                                        |
| Mike Leigh                               | – | 1996 : Palme d'or – Secrets et Mensonges                                                                       | 2004 : Lion d'or – Vera Drake                                                                        |
| Sophia Loren                             | – | 1961 : Prix d'interprétation féminine – La ciociara                                                            | 1958 : Coupe Volpi de la meilleure actrice – L'Orchidée noire                                        |
| David Lynch                              | – | 1990 : Palme d'or – Sailor et Lula                                                                             | 2006 : Lion d'or d'honneur                                                                           |
| David Lynch                              | – | 2001 : Prix de la mise en scène – Mulholland Drive                                                             | 2006 : Lion d'or d'honneur                                                                           |
| Louis Malle                              | – | 1956 : Palme d'or – Le Monde du silence (partagée avec Jacques-Yves Cousteau)                                  | 1958 : Prix spécial du jury – Les Amants                                                             |
| Louis Malle                              | – | 1956 : Palme d'or – Le Monde du silence (partagée avec Jacques-Yves Cousteau)                                  | 1963 : Prix spécial du jury – Le Feu follet                                                          |
| Louis Malle                              | – | 1956 : Palme d'or – Le Monde du silence (partagée avec Jacques-Yves Cousteau)                                  | 1980 : Lion d'or – Atlantic City                                                                     |
| Louis Malle                              | – | 1956 : Palme d'or – Le Monde du silence (partagée avec Jacques-Yves Cousteau)                                  | 1987 : Lion d'or – Au revoir les enfants                                                             |
| Louis Malle                              | – | 1956 : Palme d'or – Le Monde du silence (partagée avec Jacques-Yves Cousteau)                                  | 1987 : Prix du jury œcuménique – Au revoir les enfants                                               |
| Hayao Miyazaki                           | 2002 : Ours d'or – Le Voyage de Chihiro                                                                 | – | 2005 : Lion d'or d'honneur                                                                           |
| Peter Mullan                             | – | 1998 : Prix d'interprétation masculine – My Name Is Joe                                                        | 2002 : Lion d'or – The Magdalene Sisters                                                             |
| Paul Newman                              | 1995 : Ours d'argent du meilleur acteur - Un homme presque parfait                                      | 1958 : Prix d'interprétation masculine - Les Feux de l'été                                                     | – |
| Ermanno Olmi                             | – | 1963 : Prix du jury œcuménique – Les Fiancés                                                                   | 1961 : Prix du jury œcuménique –L'Emploi                                                             |
| Ermanno Olmi                             | – | 1963 : Prix du jury œcuménique – Les Fiancés                                                                   | 1987 : Lion d'argent – Longue vie à la signora                                                       |
| Ermanno Olmi                             | – | 1978 : Palme d'or – L'Arbre aux sabots                                                                         | 1987 : Prix FIPRESCI – Longue vie à la signora                                                       |
| Ermanno Olmi                             | – | 1978 : Palme d'or – L'Arbre aux sabots                                                                         | 1988 : Lion d'or – La Légende du saint buveur                                                        |
| Ermanno Olmi                             | – | 1978 : Prix du jury œcuménique – L'Arbre aux sabots                                                            | 1988 : Prix du jury œcuménique – La Légende du saint buveur                                          |
| Ermanno Olmi                             | – | 1978 : Prix du jury œcuménique – L'Arbre aux sabots                                                            | 2008 : Lion d'or d'honneur                                                                           |
| Joaquin Phoenix                          | – | 2017 : Prix d'interprétation masculine – A Beautiful Day                                                       | 2012 : Coupe Volpi de la meilleure interprétation masculine – The Master                             |
| Michel Piccoli                           | 1982 : Ours d'argent du meilleur acteur – Une étrange affaire                                           | 1980 : Prix d'interprétation masculine – Le Saut dans le vide                                                  | – |
| Charlotte Rampling                       | 2015 : Ours d'argent de la meilleure actrice – 45 Years                                                 | – | 2017 : Coupe Volpi de la meilleure interprétation féminine – Hannah                                  |
| Charlotte Rampling                       | 2019 : Ours d'or d'honneur                                                                              | – | 2017 : Coupe Volpi de la meilleure interprétation féminine – Hannah                                  |
| Jacques Rivette                          | 1989 : Prix FIPRESCI – La Bande des quatre                                                              | 1991 : Grand prix – La Belle Noiseuse                                                                          | – |
| Gianfranco Rosi                          | 2016 : Ours d'or – Fuocoammare                                                                          | – | 2008 : Prix horizonti du meilleur documentaire – Below Sea Level                                     |
| Gianfranco Rosi                          | 2016 : Ours d'or – Fuocoammare                                                                          | – | 2013 : Lion d'or – Sacro GRA                                                                         |
| Roberto Rossellini                       | – | 1946 : Palme d'or – Rome, ville ouverte                                                                        | 1952 : Prix international – Europe 51                                                                |
| Roberto Rossellini                       | – | 1946 : Palme d'or – Rome, ville ouverte                                                                        | 1959 : Lion d'or – Le Général Della Rovere                                                           |
| Carlos Saura                             | 1966 : Ours d'argent du meilleur réalisateur – La Chasse                                                | 1974 : Prix du jury – La Cousine Angélique                                                                     | – |
| Carlos Saura                             | 1968 : Ours d'argent du meilleur réalisateur – Peppermint frappé                                        | 1976 : Grand prix – Cría cuervos                                                                               | – |
| Carlos Saura                             | 1981 : Ours d'or – Vivre vite !                                                                         | 1976 : Grand prix – Cría cuervos                                                                               | – |
| Julian Schnabel                          | – | 2007 : Prix de la mise en scène – Le Scaphandre et le Papillon                                                 | 2000 : Grand prix du jury – Avant la nuit                                                            |
| Simone Signoret                          | 1971 : Ours d'argent de la meilleure actrice – Le Chat                                                  | 1979 : Prix d'interprétation féminine – Les Chemins de la haute ville                                          | – |
| Steven Spielberg                         | – | 1974 : Prix du scénario (partagé avec Hal Barwood et Matthew Robbins) – Sugarland Express                      | 1993 : Lion d'or d'honneur                                                                           |
| Meryl Streep                             | 1999 : Caméra de la Berlinale                                                                           | 1989 : Prix d'interprétation féminine – Un cri dans la nuit                                                    | – |
| Meryl Streep                             | 2003 : Ours d'argent de la meilleure actrice (partagé avec Nicole Kidman et Julianne Moore) – The Hours | 1989 : Prix d'interprétation féminine – Un cri dans la nuit                                                    | – |
| Meryl Streep                             | 2012 : Ours d'or d'honneur                                                                              | 1989 : Prix d'interprétation féminine – Un cri dans la nuit                                                    | – |
| Elia Suleiman                            | – | 2002 : Prix du jury – Intervention divine                                                                      | 1996 : Prix Luigi De Laurentiis – Chronique d'une disparition                                        |
| Elia Suleiman                            | – | 2002 : Prix FIPRESCI – Intervention divine                                                                     | 1996 : Prix Luigi De Laurentiis – Chronique d'une disparition                                        |
| Elia Suleiman                            | – | 2019 : Mention spéciale du jury – It Must Be Heaven                                                            | 1996 : Prix Luigi De Laurentiis – Chronique d'une disparition                                        |
| Elia Suleiman                            | – | 2019 : Prix FIPRESCI – It Must Be Heaven                                                                       | 1996 : Prix Luigi De Laurentiis – Chronique d'une disparition                                        |
| Andreï Tarkovski                         | – | 1969 : Prix FIPRESCI – Andreï Roublev                                                                          | 1962 : Lion d'or – L'Enfance d'Ivan                                                                  |
| Andreï Tarkovski                         | – | 1972 : Grand prix – Solaris                                                                                    | 1962 : Lion d'or – L'Enfance d'Ivan                                                                  |
| Andreï Tarkovski                         | – | 1972 : Prix FIPRESCI – Solaris                                                                                 | 1962 : Lion d'or – L'Enfance d'Ivan                                                                  |
| Andreï Tarkovski                         | – | 1980 : Prix du jury œcuménique –Stalker                                                                        | 1962 : Lion d'or – L'Enfance d'Ivan                                                                  |
| Andreï Tarkovski                         | – | 1983 : Prix de la mise en scène –Nostalghia                                                                    | 1962 : Lion d'or – L'Enfance d'Ivan                                                                  |
| Andreï Tarkovski                         | – | 1983 : Prix FIPRESCI – Nostalghia                                                                              | 1962 : Lion d'or – L'Enfance d'Ivan                                                                  |
| Andreï Tarkovski                         | – | 1983 : Prix du jury œcuménique –Nostalghia                                                                     | 1962 : Lion d'or – L'Enfance d'Ivan                                                                  |
| Andreï Tarkovski                         | – | 1986 : Grand prix – Le Sacrifice                                                                               | 1962 : Lion d'or – L'Enfance d'Ivan                                                                  |
| Andreï Tarkovski                         | – | 1986 : Prix FIPRESCI – Le Sacrifice                                                                            | 1962 : Lion d'or – L'Enfance d'Ivan                                                                  |
| Andreï Tarkovski                         | – | 1986 : Prix du jury œcuménique –Le Sacrifice                                                                   | 1962 : Lion d'or – L'Enfance d'Ivan                                                                  |
| Giuseppe Tornatore                       | – | 1989 : Grand prix du jury – Cinema Paradiso                                                                    | 1995 : Grand prix du jury – Marchand de rêves                                                        |
| Luchino Visconti                         | – | 1963 : Palme d'or – Le Guépard                                                                                 | 1957 : Lion d'argent – Nuits blanches                                                                |
| Luchino Visconti                         | – | 1963 : Palme d'or – Le Guépard                                                                                 | 1960 : Prix FIPRESCI – Rocco et ses frères                                                           |
| Luchino Visconti                         | – | 1971 : Prix du 25e anniversaire – Mort à Venise et l'ensemble de son œuvre                                     | 1960 : Grand prix du jury – Rocco et ses frères                                                      |
| Luchino Visconti                         | – | 1971 : Prix du 25e anniversaire – Mort à Venise et l'ensemble de son œuvre                                     | 1965 : Lion d'or – Sandra                                                                            |
| Jia Zhangke                              | - | 2013 : Prix du scénario – A Touch of Sin                                                                       | 2006 : Lion d'or – Still Life                                                                        |
| Andrey Zvyagintsev                       | – | 2014 : Prix du scénario – Léviathan                                                                            | 2003 : Lion d'or – Le Retour                                                                         |
| Andrey Zvyagintsev                       | – | 2014 : Prix du scénario – Léviathan                                                                            | 2003 : Prix du jury œcuménique – Le Retour                                                           |
| Andrey Zvyagintsev                       | – | 2017 : Prix du jury – Faute d'amour                                                                            | 2003 : Prix Luigi De Laurentiis – Le Retour                                                          |
| Joaquin Phoenix                          | - | 2017 : Prix d'interprétation masculine - A Beautiful Day                                                       | 2012 : Coupe Volpi de la meilleure interprétation masculine avec Philip Seymour Hoffman - The Master |
| Philip Seymour Hoffman                   | 2006 : Ours d'argent du meilleur acteur - Truman Capote                                                 | - | 2012 : Coupe Volpi de la meilleure interprétation masculine avec Joaquin Phoenix - The Master        |